# メイドストーン (潜水母艦)
メイドストーン（HMS Maidstone, F44）はイギリス海軍の潜水母艦。メイドストーン級のネームシップ。艦名はケント州の州都であるメイドストーンにちなむ。「メイドストーン」の名を持つ艦としては9代目。

## 概要
イギリス海軍は初の本格的な潜水母艦としてメドウェイ（HMS Medway, F25）を建造したが、地中海や極東のような遠隔地での潜水艦の活動増加を受けて支援を行う潜水母艦の増勢が求められた。その結果、新たに潜水母艦として建造されたのが本艦と姉妹艦フォース（HMS Forth, F04）のメイドストーン級潜水母艦2隻である。
メイドストーンは潜水艦9隻に支援を行うことを想定し、補給用の燃料1,200トン、魚雷100本以上とそれに近い数量の機雷を搭載できた。
メドウェイと比べて艦形はやや小型であったものの、艦内には潜水艦の維持に必要な各種修理が可能な大型工場が設置され、大規模潜水作業やサルベージのための装備も持っていた。また潜水艦乗員708名分の居住設備、蒸気洗濯設備、映画館、病院、チャペル、2つのカフェテリア、製パン工場、理容所、十分な設備が備えられた手術室と歯科治療室も存在した。

## 艦歴
メイドストーンは1936年8月17日にスコットランドクライドバンクのジョン・ブラウン・アンド・カンパニーで起工、1937年10月21日に進水し1938年5月5日に就役した。

### 第二次世界大戦

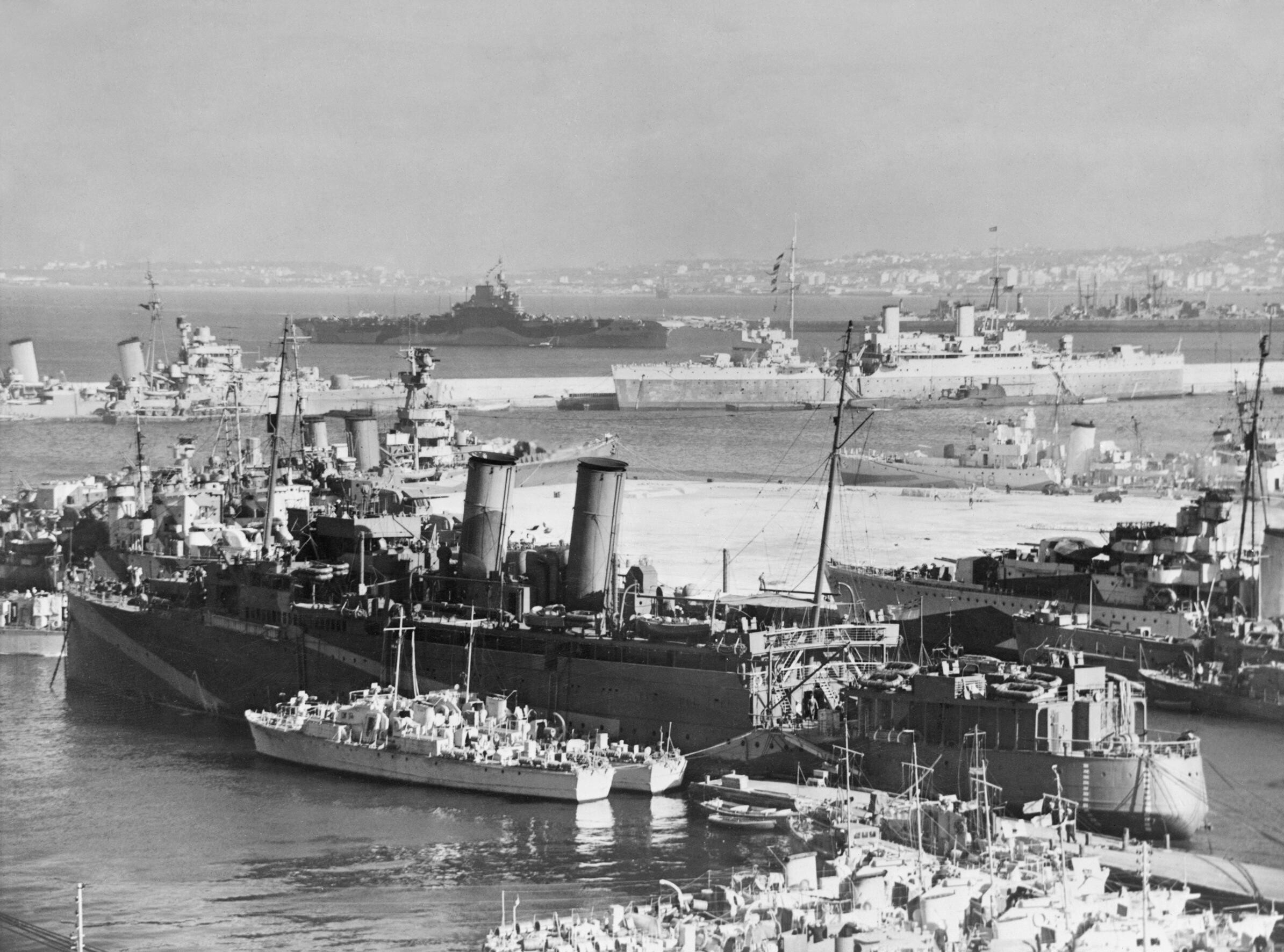
アルジェ港に停泊するメイドストーンを含む艦艇。

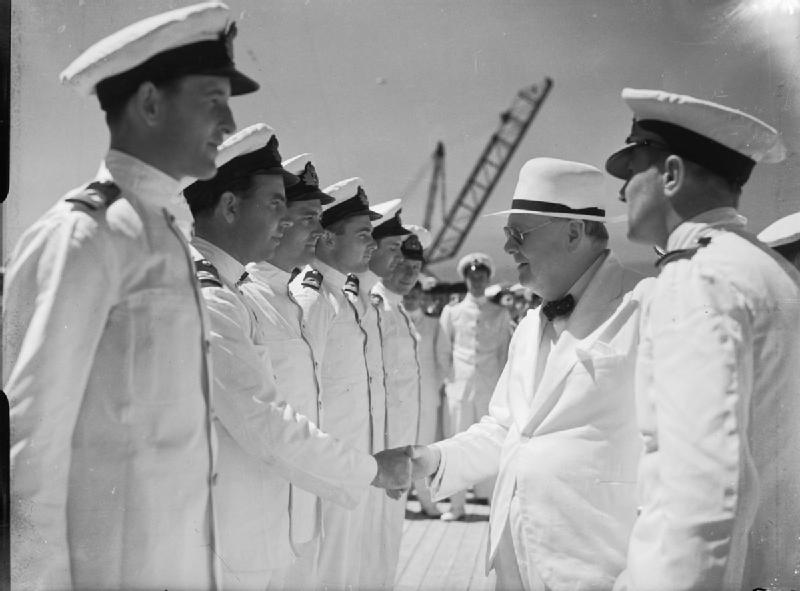
メイドストーン艦上で潜水艦長らと面談するウィンストン・チャーチル。

第二次世界大戦が始まった1939年9月、メイドストーンは第1潜水艦戦隊（1st Submarine Flotilla）の潜水艦10隻の母艦となった。1941年3月にメイドストーンはジブラルタルへ移動し、1942年11月からは地中海における連合軍の主要な基地であるアルジェ港を拠点とする。
1943年11月、メイドストーンは東洋艦隊へ移籍する。1944年9月にメイドストーンと第8潜水艦戦隊（8th Submarine Flotilla）は、太平洋方面の作戦を行うためにセイロンからオーストラリアのフリーマントルへ移された。
1945年後半にメイドストーンはフリーマントルを発ちイギリス本土へ向かったが、途中で南アフリカ連邦のセルボーン乾ドックで入渠を行った。また道中にマカッサルへ派遣され、日本軍の捕虜となった後に収容所から解放された重巡洋艦エクセター（HMS Exeter, 68）、駆逐艦エンカウンター（HMS Encounter, H10）、ストロングホールド（HMS Stronghold, H50）の乗員たち400名を乗艦させた。メイドストーンは1945年11月にポーツマス海軍基地へ到着した。
戦争中、メイドストーンはウォーシップ・ウィークのキャンペーンの一環としてメイドストーン市民に割り当てられた。これを記念した飾板はポーツマスのイギリス海軍国立博物館に保存されている。

### 戦後

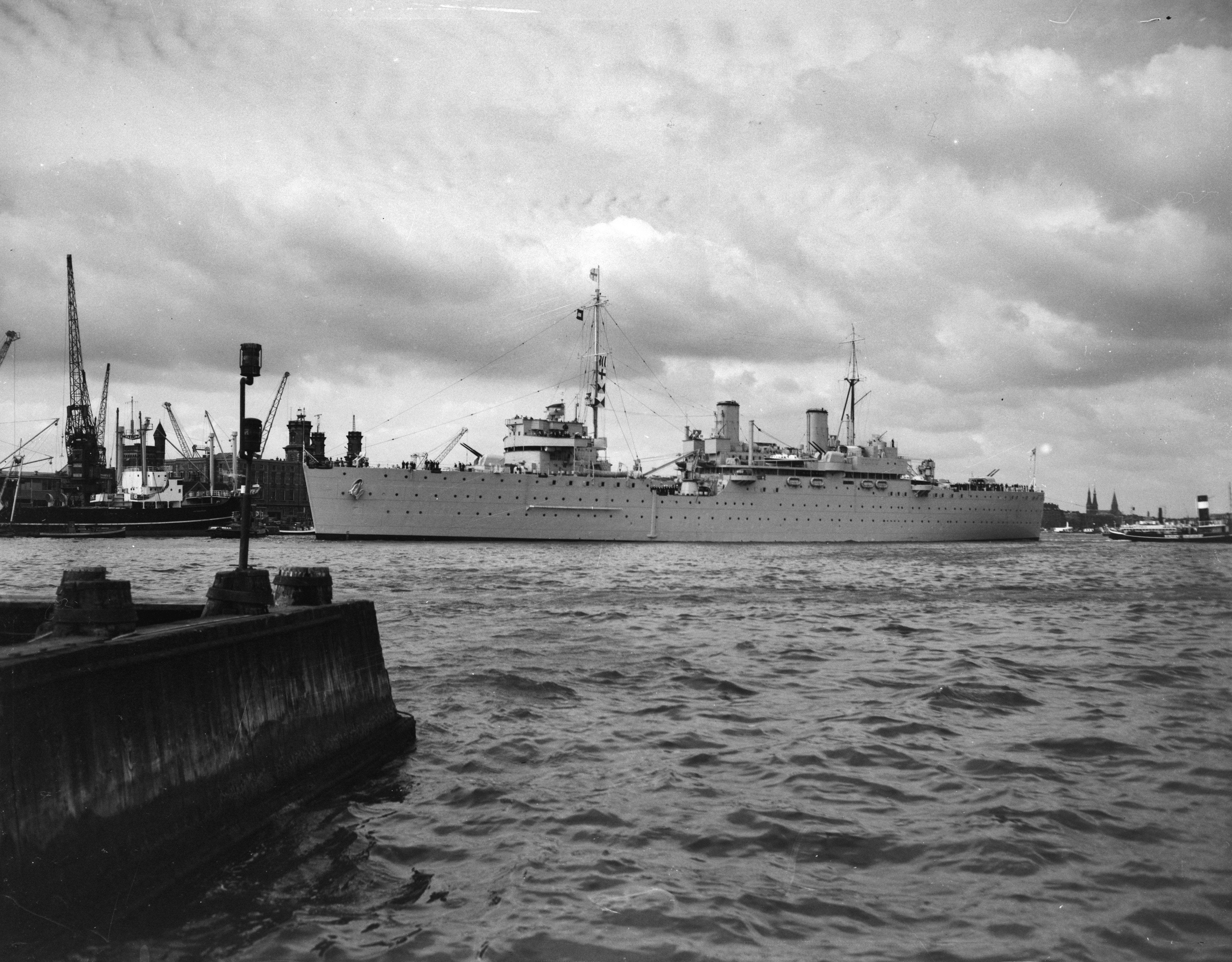
1956年9月、アムステルダムに停泊するメイドストーン。

1946年にメイドストーンは第2潜水艦戦隊（2nd Submarine Flotilla）および第7潜水艦戦隊（7th Submarine Flotilla）の母艦となる。第2潜水艦戦隊は実戦部隊であったが、後に試験・訓練部隊となった。メイドストーンはポートランドのモンキー島沖に半恒久的に停泊しながら、時折潜水艦たちと海へ出ていった。
1951年に航行中だったメイドストーンで急病人が発生し、上陸させるため一時的にスペインのア・コルーニャへ寄港した。これは公式訪問とは位置付けられていなかったものの、スペイン内戦終結以来イギリス海軍の艦艇がスペインの港に入った最初の例となった。1953年にはエリザベス2世女王即位記念観艦式に参加している。
1955年6月16日、メイドストーンの隣に停泊していた潜水艦シドン（HMS Sidon, P259）の前部魚雷発射管室で爆発事故が発生し20分後に沈没した。メイドストーンからの救助隊は生存者を救出することに成功したが、シドンの乗員13名が死亡した。1週間後にシドンは引き上げられ、事故は魚雷の推進剤に使われていた高濃度過酸化水素が原因であったことが突き止められた。シドンの救助活動中に殉職したチャールズ・エリック・ロードスRNVR軍医大尉には、死後にアルバート・メダルが授与された。
1956年にメイドストーンは本国艦隊司令長官の旗艦となる。1957年9月にメイドストーンが練習空母オーシャン（HMS Ocean, R68）に付き添ってフィンランドの首都ヘルシンキを訪問した際には、ソビエト連邦から抗議が行われている。
1959年にメイドストーンは原子力潜水艦と共に行動するため大規模改装を受け、それから第2潜水艦戦隊はデヴォンポート海軍基地へ移った。1961年、メイドストーンはファスレーンへ移動し、第3潜水艦戦隊（3rd Submarine Squadron）と第10潜水艦戦隊（10th Submarine Squadron）の母艦になる。1965年と1966年にはリヴァプールを訪問し、同じ頃にロスシーにも航海した。
1968年にメイドストーンはロサイス造船所で退役しモスボールされた。

### 監獄船
1969年10月にメイドストーンは改装を受けたうえで再就役し、北アイルランド紛争に対応するため派遣されるイギリス陸軍部隊2,000名と共に北アイルランドのベルファストへ送られた。曳航されて到着したベルファストでは、増強される治安部隊の兵舎として使用された。
1971年、メイドストーンはデミトリウス作戦において裁判なしで拘束された被拘禁者たちを捕えておく監獄船となった。メイドストーンに捕らえられた人々の中には、後にシン・フェイン党党首となるジェリー・アダムズもいた。
メイドストーンの監獄は艦尾部に設けられており、2層に分かれた2つの宿泊場所と2つの食堂があった。そしてそれらの上階にある元艦長室だった部屋には司令官と幕僚の部屋が設けられており、その上の上甲板では1日に2度訓練が行われた。上甲板は逃走防止のために高さ10フィート（約3m）の有刺鉄線で囲まれていた。メイドストーンはベルファスト港の岸から20フィート（約6.1m）の位置に停泊していて、その埠頭へ入るには、土嚢で築かれた陸軍の銃座を超えてこなければならなかった。
また、メイドストーンは1972年1月17日に艦内に収容されていたIRA暫定派メンバー7人が脱走した事件の舞台にもなった。メイドストーンから抜け出したメンバーは凍てつく海を300ヤード（約274.3m）泳ぎ、後に記者会見を行うために軍や警察の追跡を回避したのだった。1972年4月9日、全ての拘禁者はロング・ケシュ刑務所へ移された。

### 退役
メイドストーンは1978年5月23日にインヴァーカイシングのトーマス・W・ワード社解体場にてスクラップとして解体された。メイドストーンの船鐘は保存され、メイドストーン・グラマースクールで授業開始を知らせる鐘として使用されている。